# Anonychomyrma gilberti
Anonychomyrma gilberti é uma espécie de formiga do gênero Anonychomyrma.